# Plan hippodamien

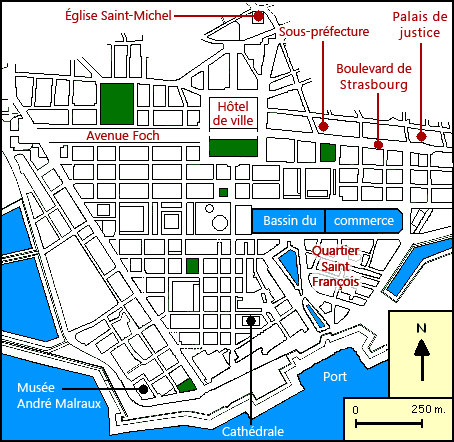
Plan orthogonal du Havre, centre-ville reconstruit après la Seconde Guerre mondiale.

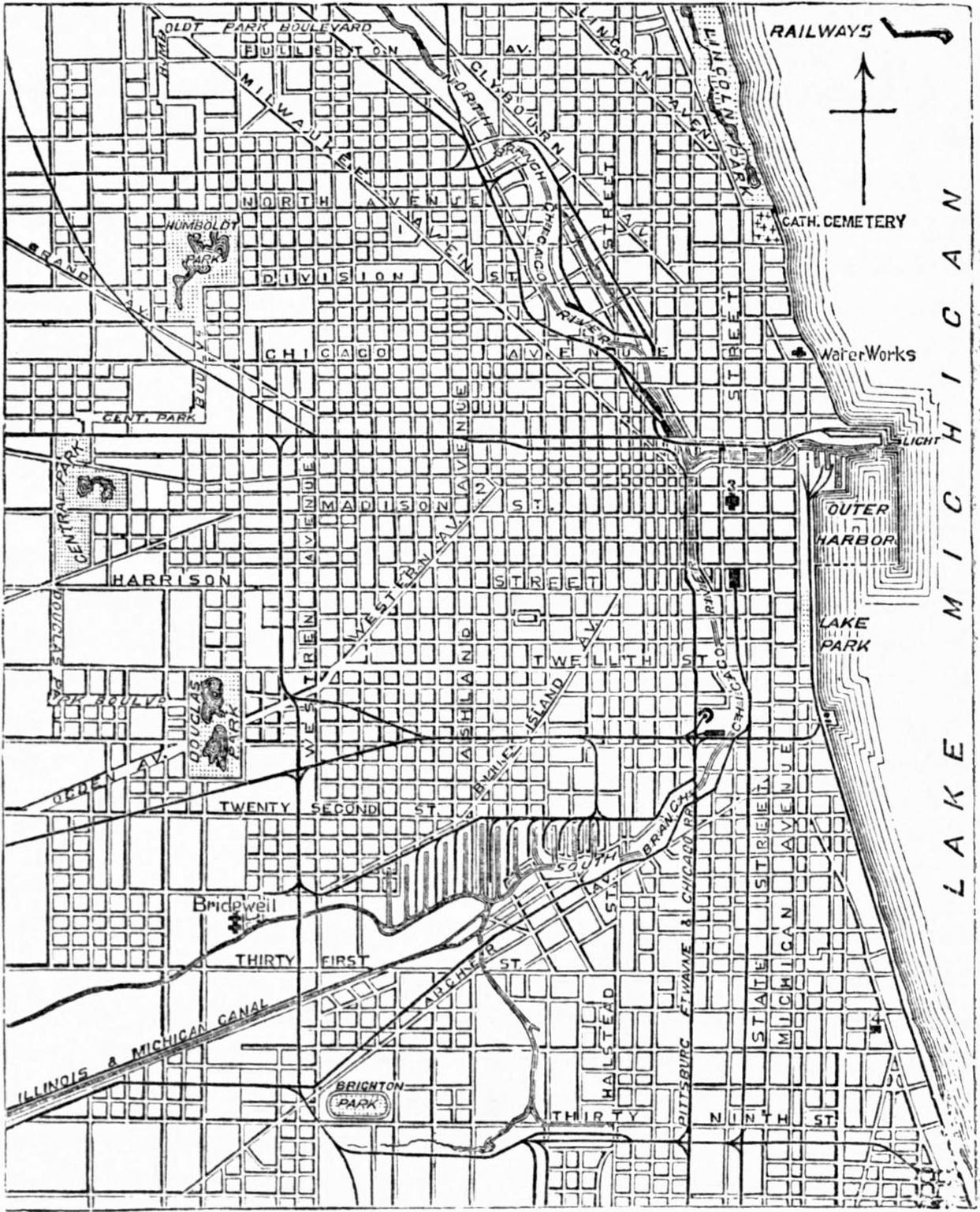
Plan du centre de Chicago (1848).

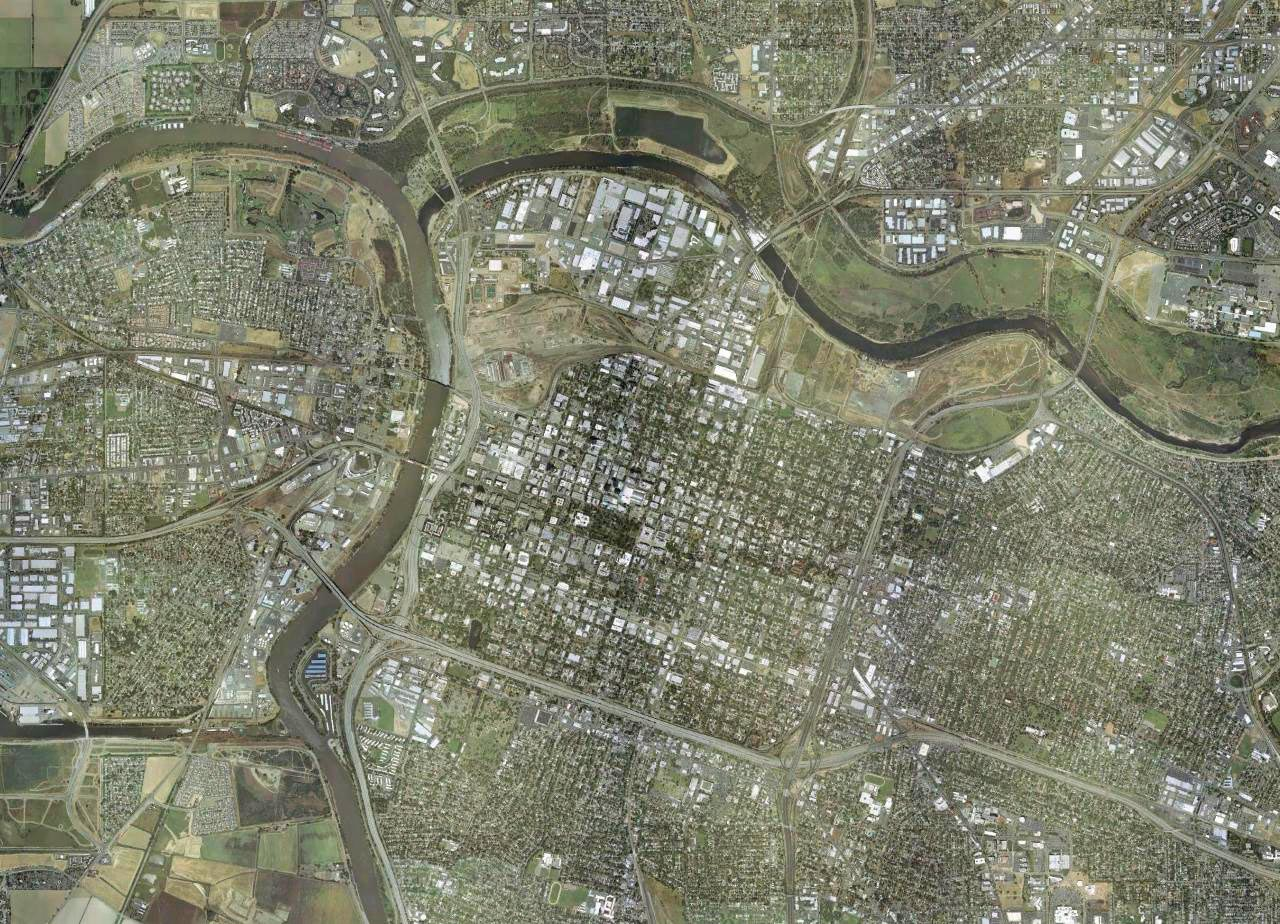
Vue satellite de Sacramento (Californie).

Un plan hippodamien ou hippodaméen (dit aussi milésien, en damier, en échiquier, quadrillé, ou orthogonal), est, en urbanisme, un type d'organisation de la ville dans lequel les rues sont rectilignes et se croisent en angle droit, créant des îlots de forme quadrangulaire, généralement parfaitement carrée ou rectangulaire.
Ce plan est largement repris par les Grecs de l'Antiquité pour leurs colonies, et ensuite par les Romains qui en font la base des villes établies à la suite de l'établissement de l'Empire à travers toute l'Europe.
Il est également repris dans les villes neuves médiévales telles que les bastides, les castelnaux et les sauvetés.

## Origine
L'adjectif hippodamien est issu du nom d'Hippodamos, architecte grec considéré comme l'un des pères de l'urbanisme et dont les plans d'aménagement étaient caractérisés par des rues rectilignes et larges qui se croisaient à angle droit. Cependant, il n'est pas l'inventeur de ce plan, comme en témoigne la colonie sumérienne d'Habuba Kabira construite à la fin du IVe millénaire av. J.-C., sur un plan préconçu en damier, au VIIIe siècle av. J.-C. la colonie grecque de Megara Hyblaea ou encore la ville étrusque de Misano au VIe siècle av. J.-C.. 
Le qualificatif milésien provient de la ville de naissance d'Hippodamos, Milet.
L'appellation en damier ou en échiquier fait référence au plateau du jeu de dames ou d'échecs, dont les cases forment un motif identique.

## Présentation

Taille des blocs et des longueurs de rue, mesurée en pieds impériaux : à Barcelone, les îlots font 113,33 mètres de côté.

Pour les Romains, ce plan traduit la volonté des fondateurs de la ville d'organiser rationnellement le territoire en se basant sur le cardo maximus et le decumanus à la manière de la centuriation romaine, elle-même inspirée du bornage étrusque. Avec un tel plan, il est en théorie possible de calculer la distance entre deux blocs, quel que soit le quartier où l'on se trouve, avec l'algorithme de la « distance de Manhattan ».
Cependant, malgré sa simplicité apparente, ce type de plan présente des inconvénients : il rallonge les temps de trajet (sauf si on ouvre des « diagonales » pour circuler comme à Barcelone, ou Broadway à Manhattan) et fait fi de la topographie. Mais l'inconvénient de la forte pente des rues de San Francisco, qui en est l'exemple le plus célèbre, constitue pourtant un des charmes de cette ville.

## Exemples
Ont un plan quadrillé :
- certaines cités fondées par les Grecs à l’époque classique et à l'époque hellénistique, puis par les Romains, pendant l'Antiquité ;
- l’Etrusco ritu du bornage étrusque, pour la fondation des villes, imposait un tel plan, même si la configuration des lieux d'implantation n'a pas toujours permis de le respecter.
- les villes chinoises, comme Pékin, Xi'an ;
- certaines villes japonaises comme l'ancienne capitale, Heiankyo (devenue Kyōto) et la ville moderne de Sapporo ;
- beaucoup de villes européennes médiévales (par exemple les bastides, villes nouvelles du Sud-Ouest français) ou modernes (Richelieu, Bussy-Saint-Georges, Henrichemont en France, La Chaux-de-Fonds en Suisse, places fortes, villes nouvelles) ou encore des quartiers tels que la ville-neuve de Nancy, le centre-ville de Saint-Étienne (depuis la Révolution et les plans de l'architecte Pierre-Antoine Dalgabio) ou la New Town d'Édimbourg ;
- de nombreuses villes au Canada comme Montréal (extrémités Ouest et Est d'une même voie à travers la ville), aux États-Unis  comme New York (où les axes de circulation sont appelés rues ou avenues selon leur orientation) ;
- des villes baroques, comme Turin et Mannheim ;
- les villes fondées par les Européens, à l'époque de la colonisation, telles Kinshasa ou New Delhi, et les villes fondées depuis leur indépendance dans les « pays neufs » ;
- plusieurs capitales post-coloniales[6] d'Amérique latine, notamment celles développées selon les règles de l'urbanisme colonial espagnol : Buenos Aires, Mexico, Lima, Salto (Uruguay) ;
- les villes reconstruites après une catastrophe, tel le quartier de la Baixa à Lisbonne ou Reggio de Calabre ;
- les centres-villes français bombardés et reconstruits après la Seconde Guerre mondiale : Le Havre (voir l'article détaillé Centre-ville reconstruit du Havre), Brest, les quartiers est de Nice, etc. Plusieurs villes du nord de la Scandinavie, telles Alta en Norvège ou Rovaniemi en Finlande, ont ainsi également été reconstruites après 1945 ;
- des villes conçues au XXe siècle comme dans les polders néerlandais, avec Haarlemmermeer, ou la ville nouvelle de Val-de-Reuil construite dans les années 1970 ;
- de nombreuses villes d'Amérique Latine construites par les colons espagnols comme Bogota. Ces plans d'urbanisme présentaient l'avantage d'une meilleure circulation de l'air supposée réduire les risques d'épidémies, conformément aux enseignements de Galien. Cela présente également des facilités pour faire sonner la charge de cavalerie et faire tirer aux arquebuses dans l'éventualité d'une rébellion indienne.
- Barcelone, pour l’agrandissement de l'Eixample selon le plan Cerdà de 1860.

## Galerie d'images

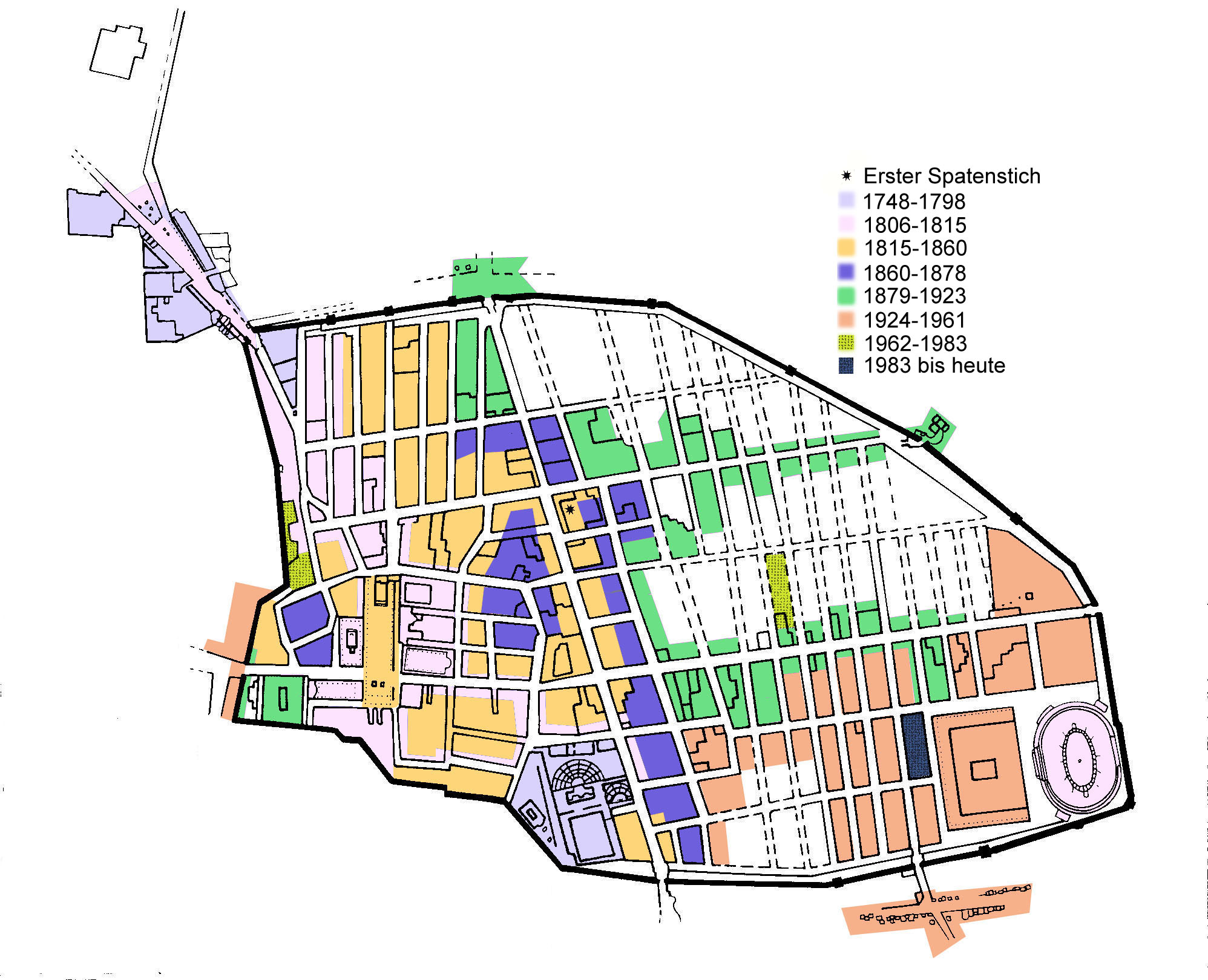
Plan de Pompéi.
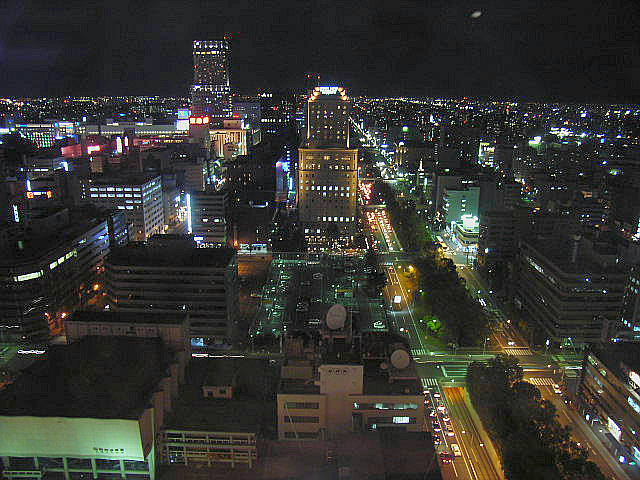
Sapporo de nuit.
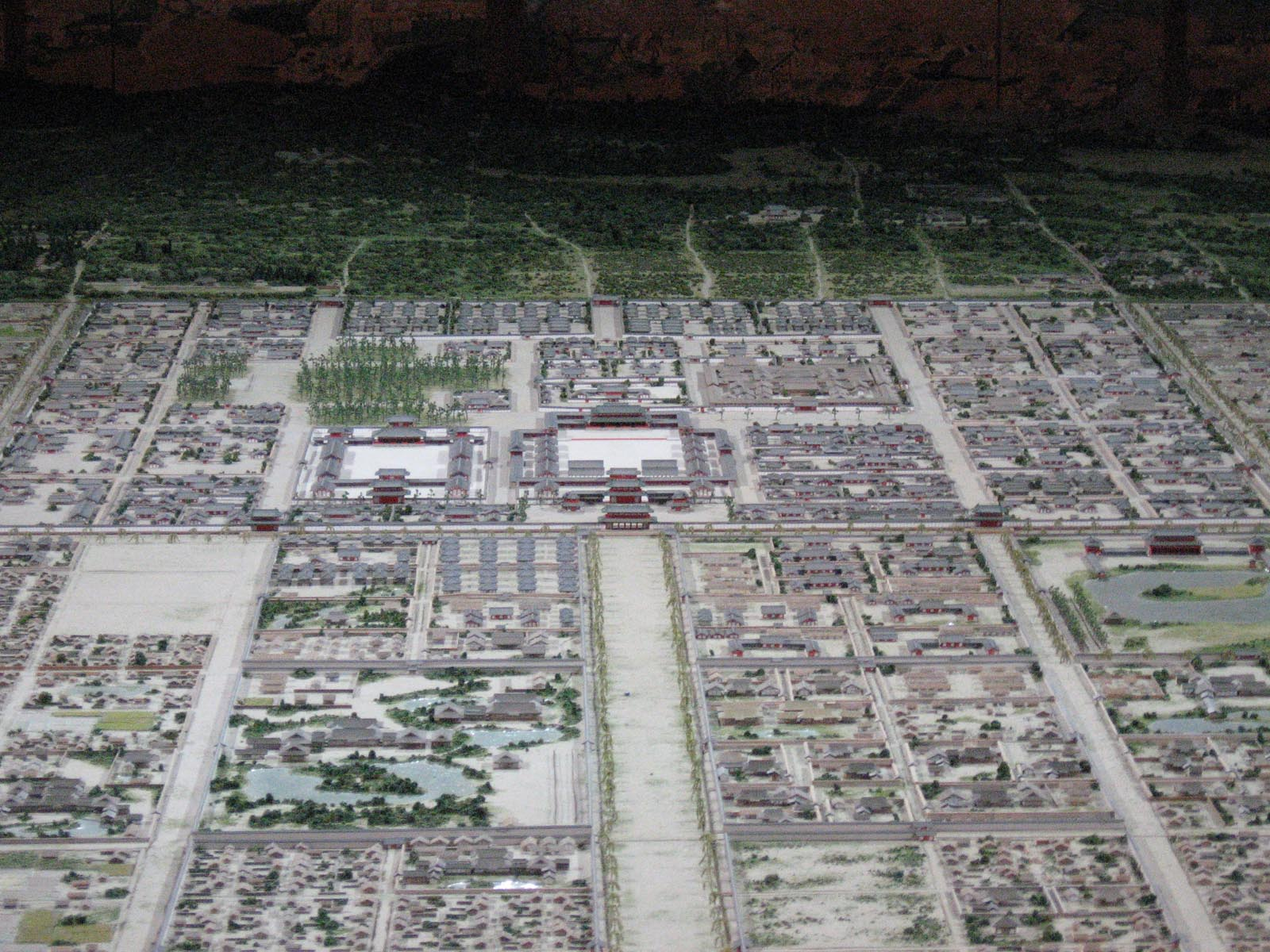
Maquette de Heian-kyō.
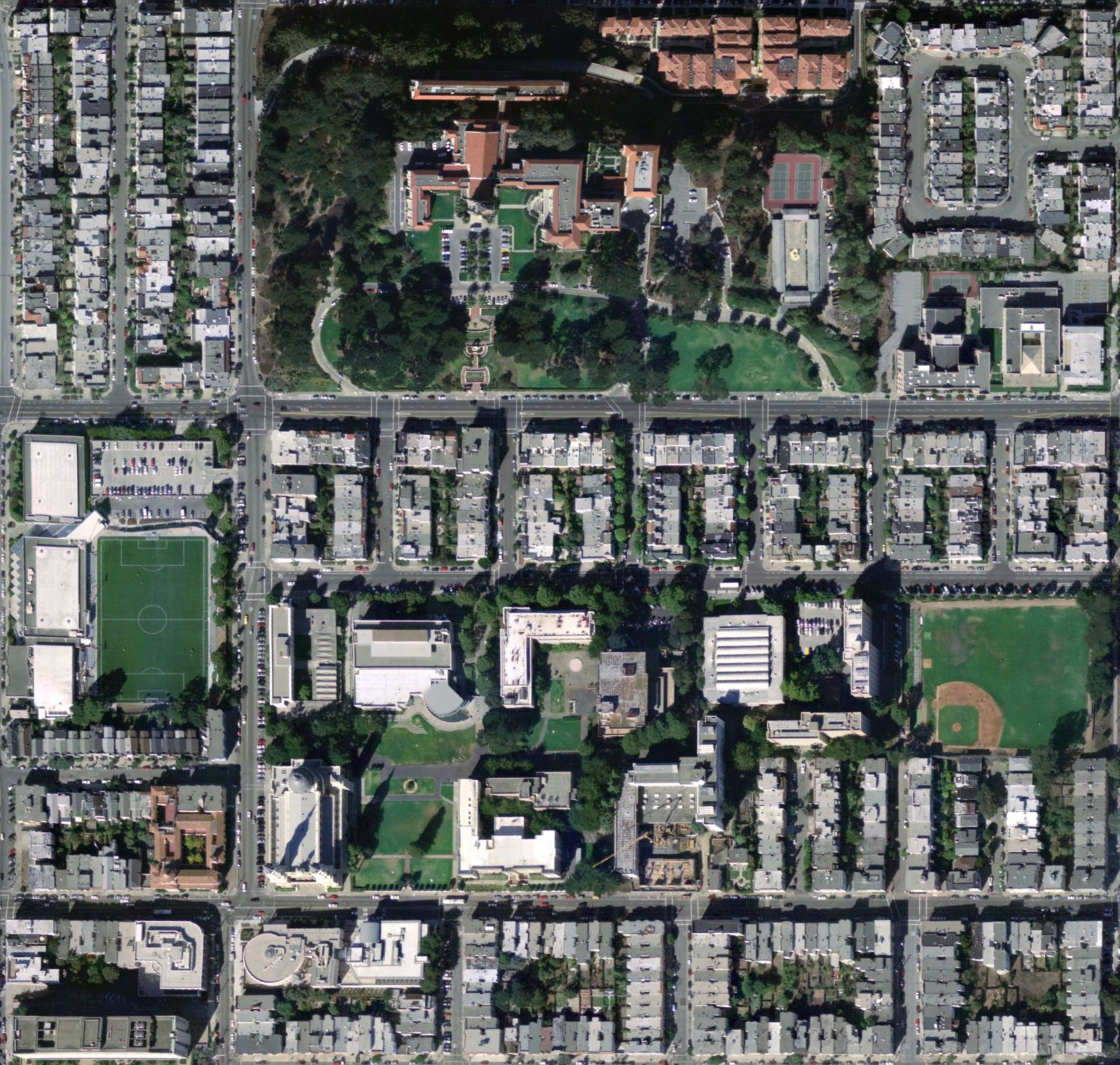
Campus de l'Université de San Francisco.
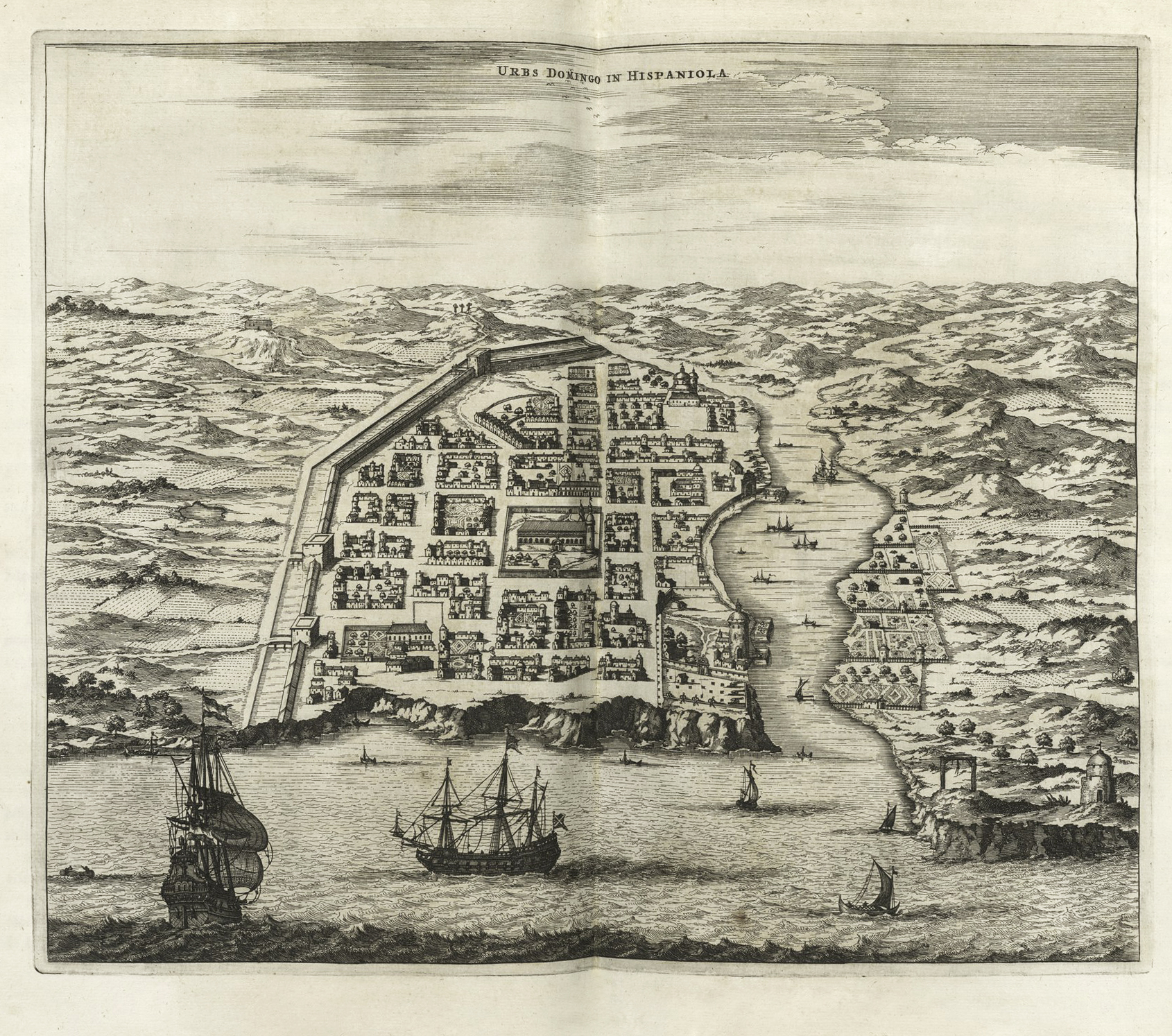
Plan de Saint-Domingue en 1671.
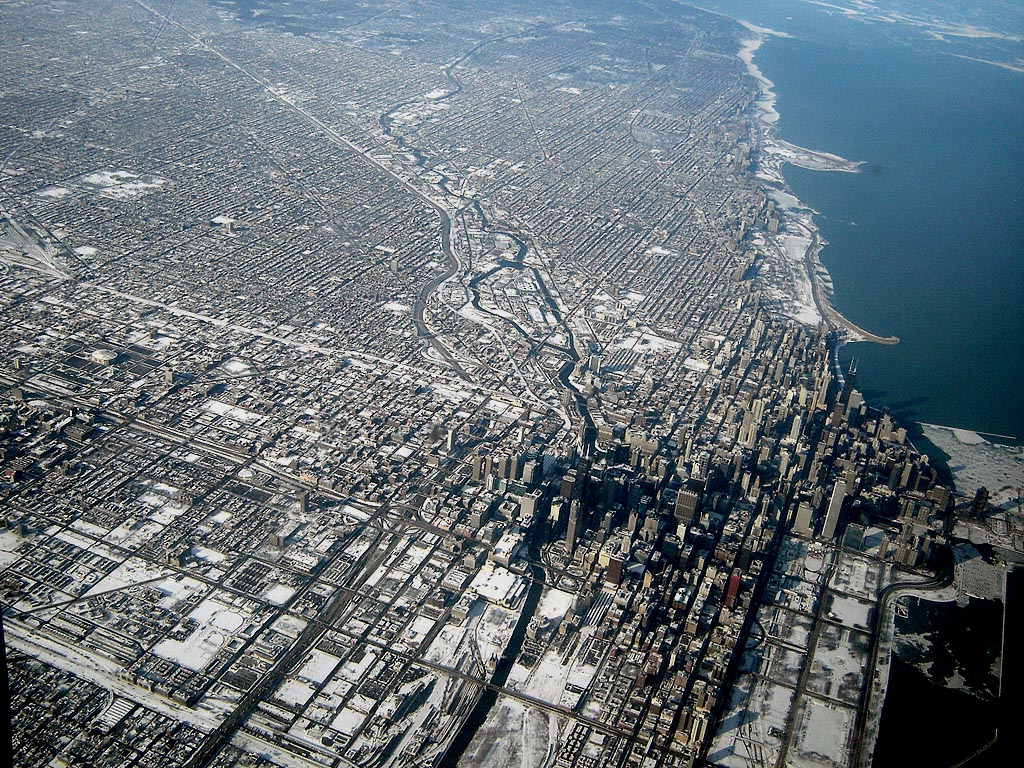
Chicago.
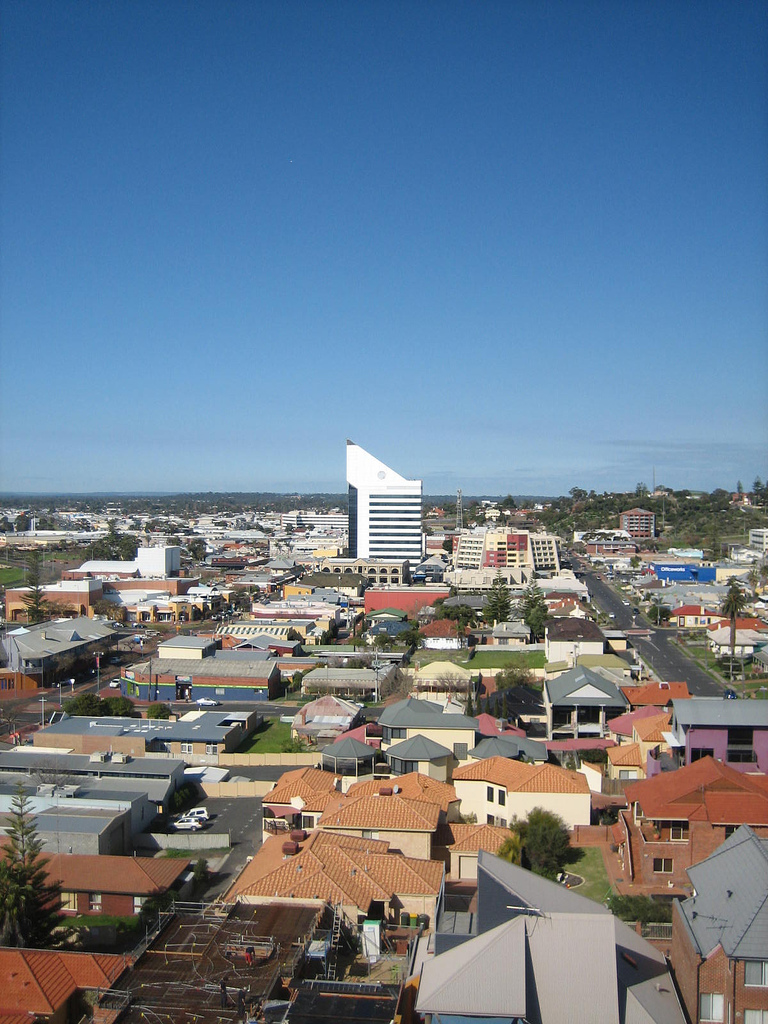
Bunbury.
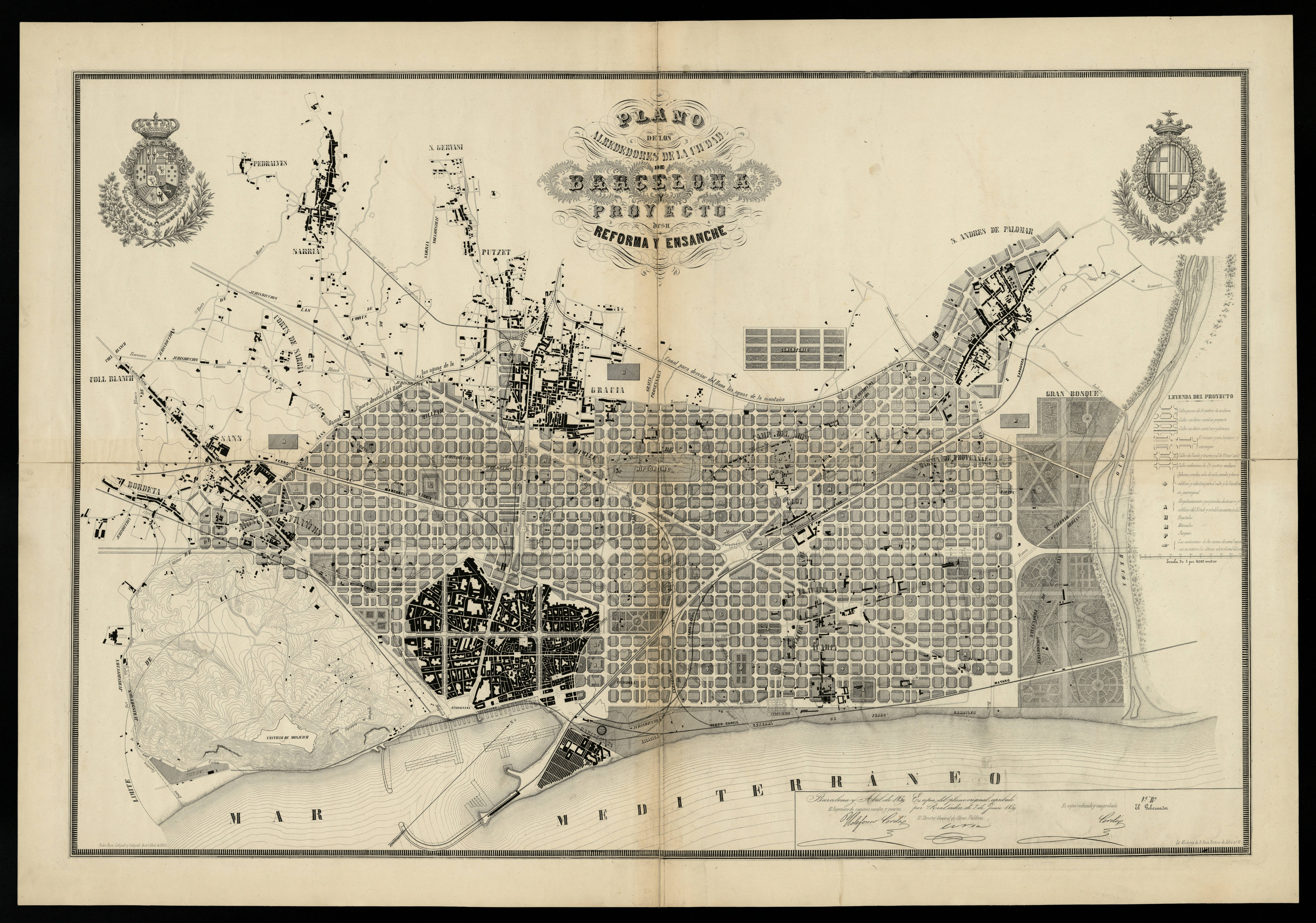
Plan Cerda de 1859 pour Barcelone.
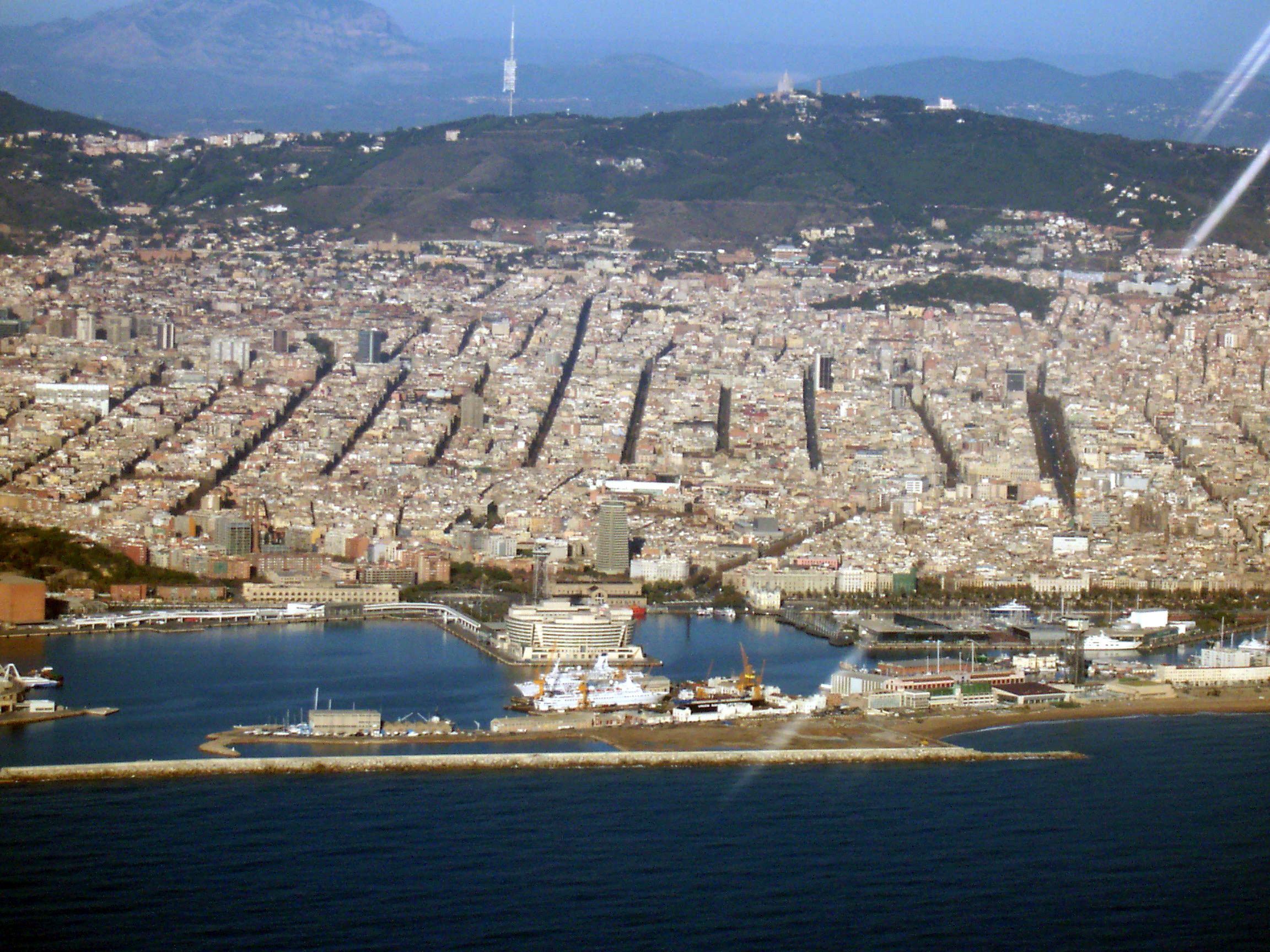
Quartier de Barcelone.
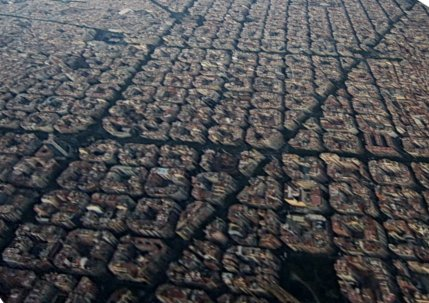
Vue aérienne de l'Eixample, Barcelone - l'avenue Diagonale coupe le plan en damier.
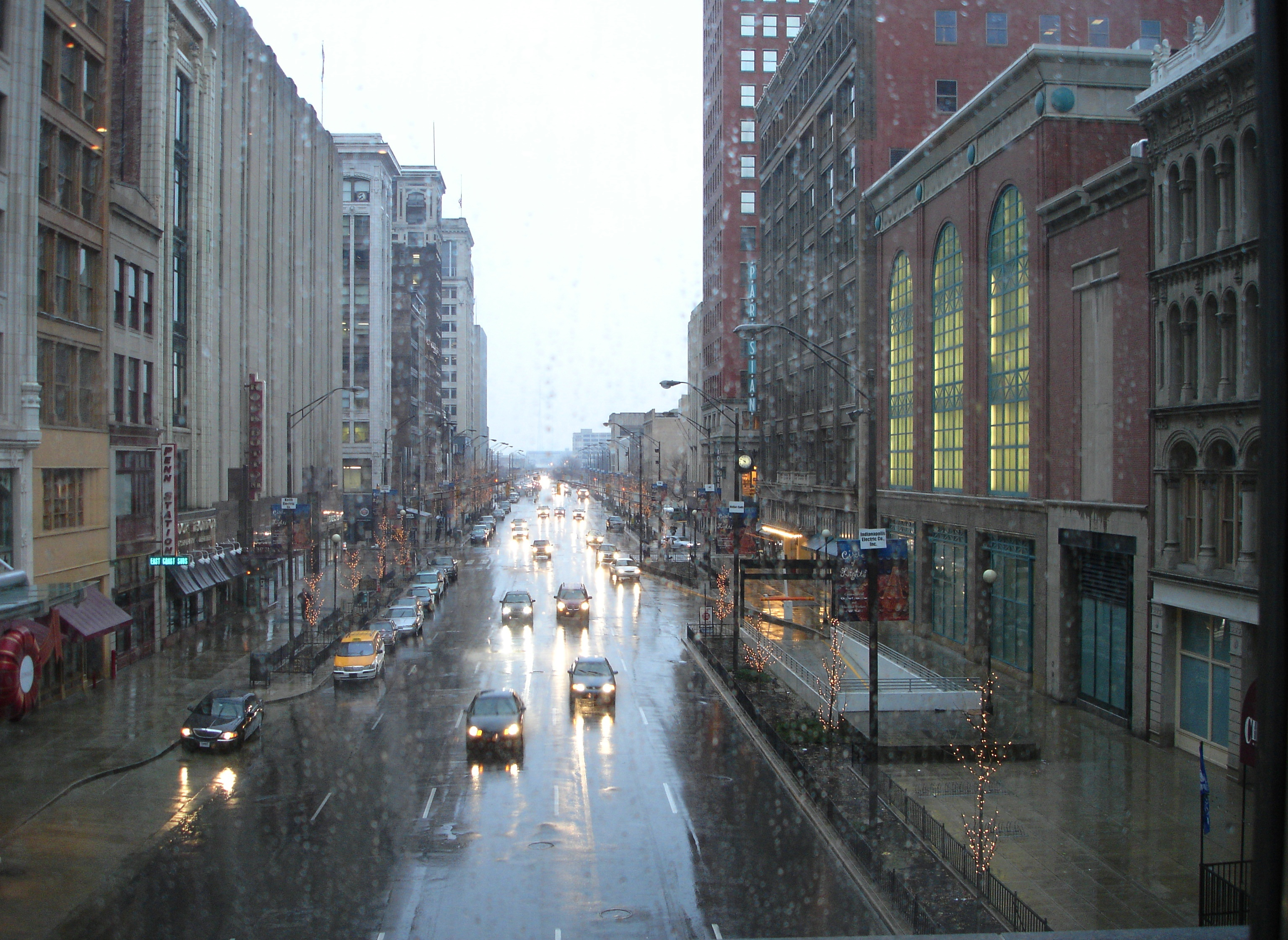
Rue d'Indianapolis.
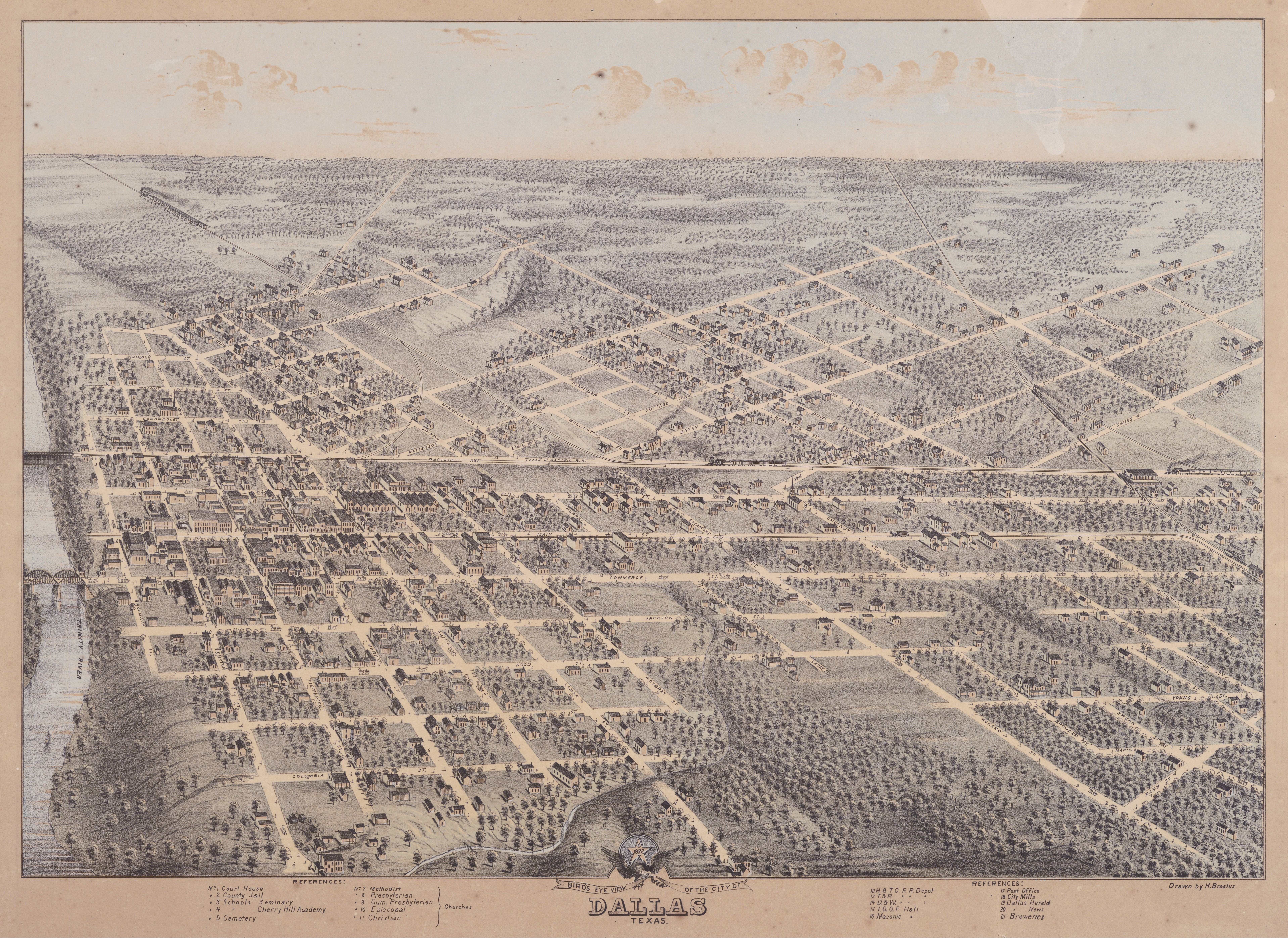
Plan de Dallas en 1872.
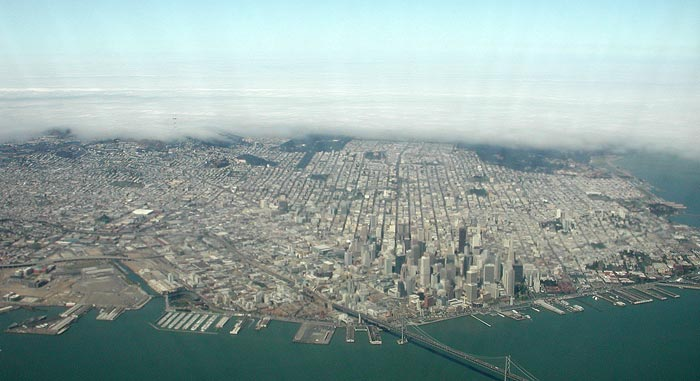
San Francisco.
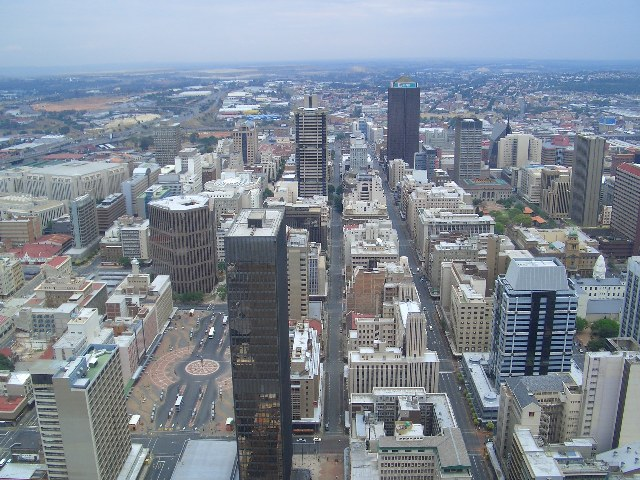
Johannesburg.
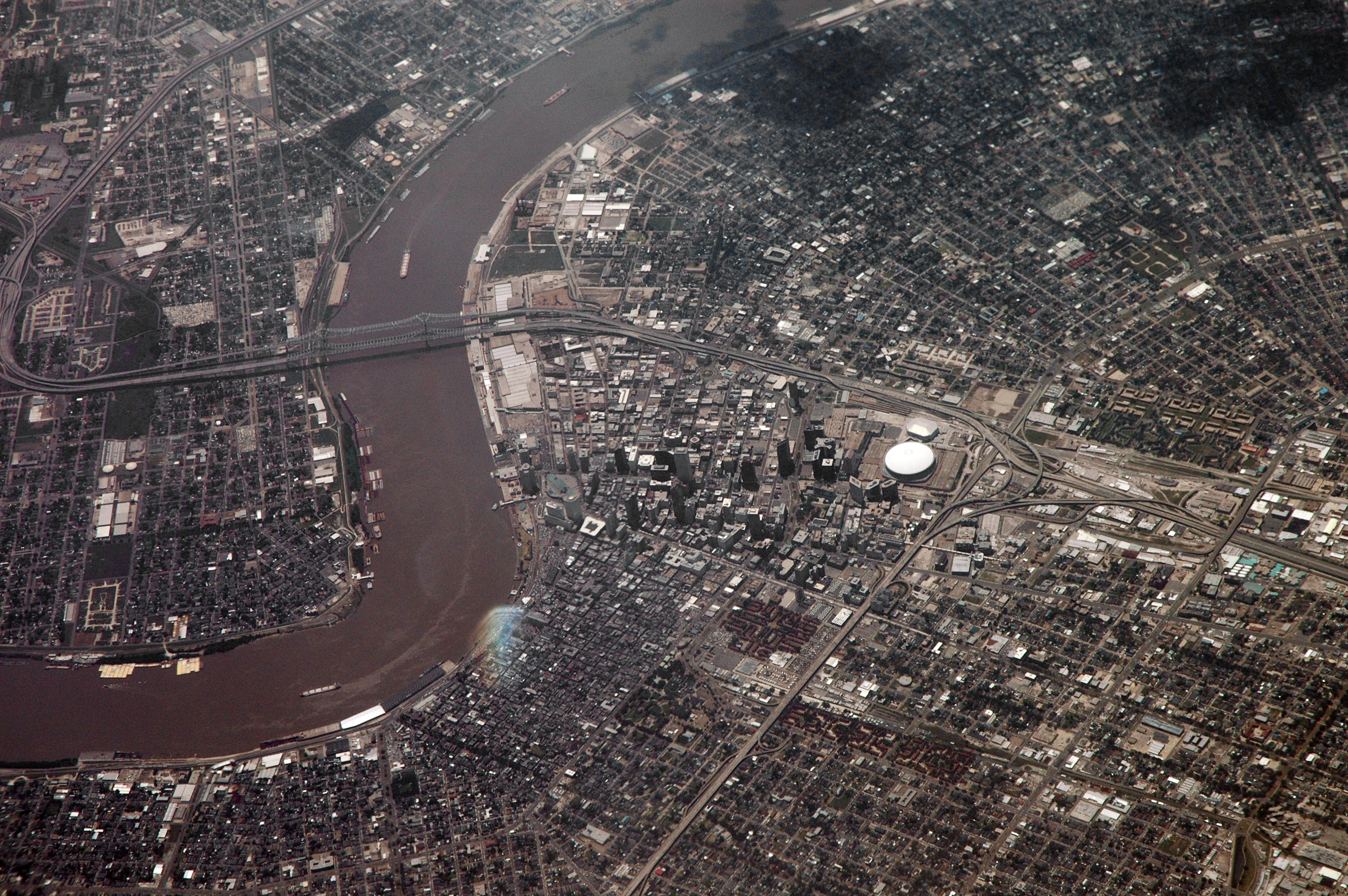
La Nouvelle-Orléans.
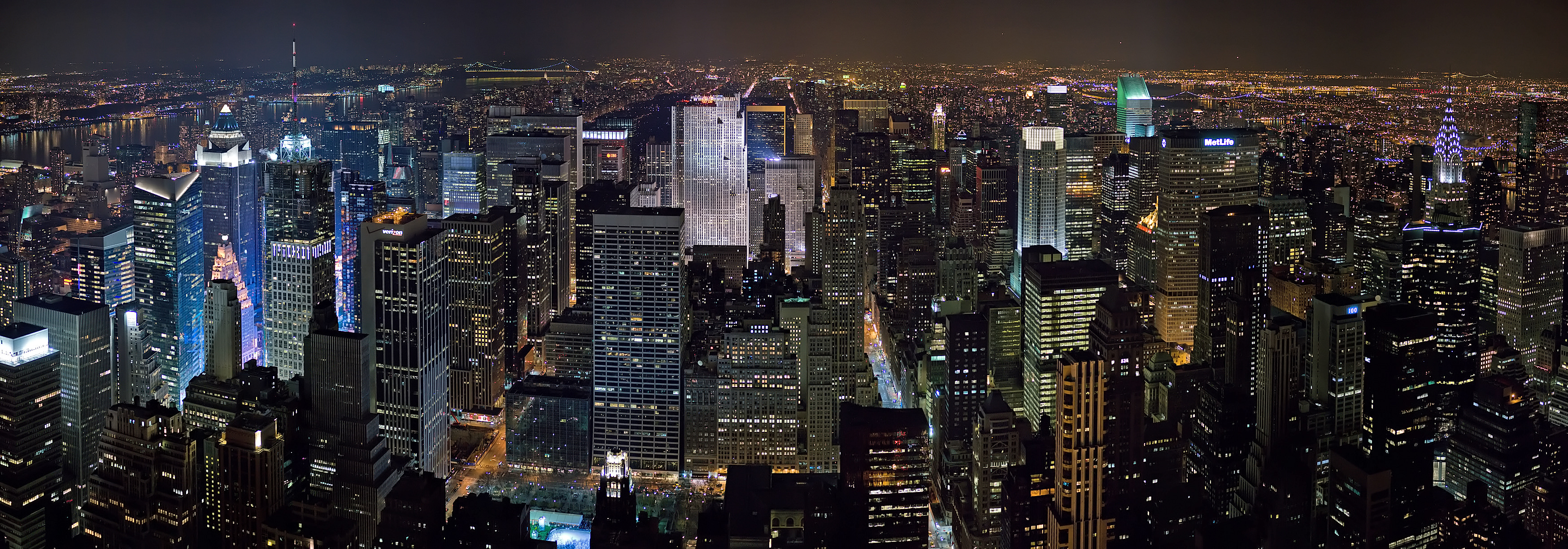
Panorama urbain sur l'arrondissement new-yorkais de Manhattan.
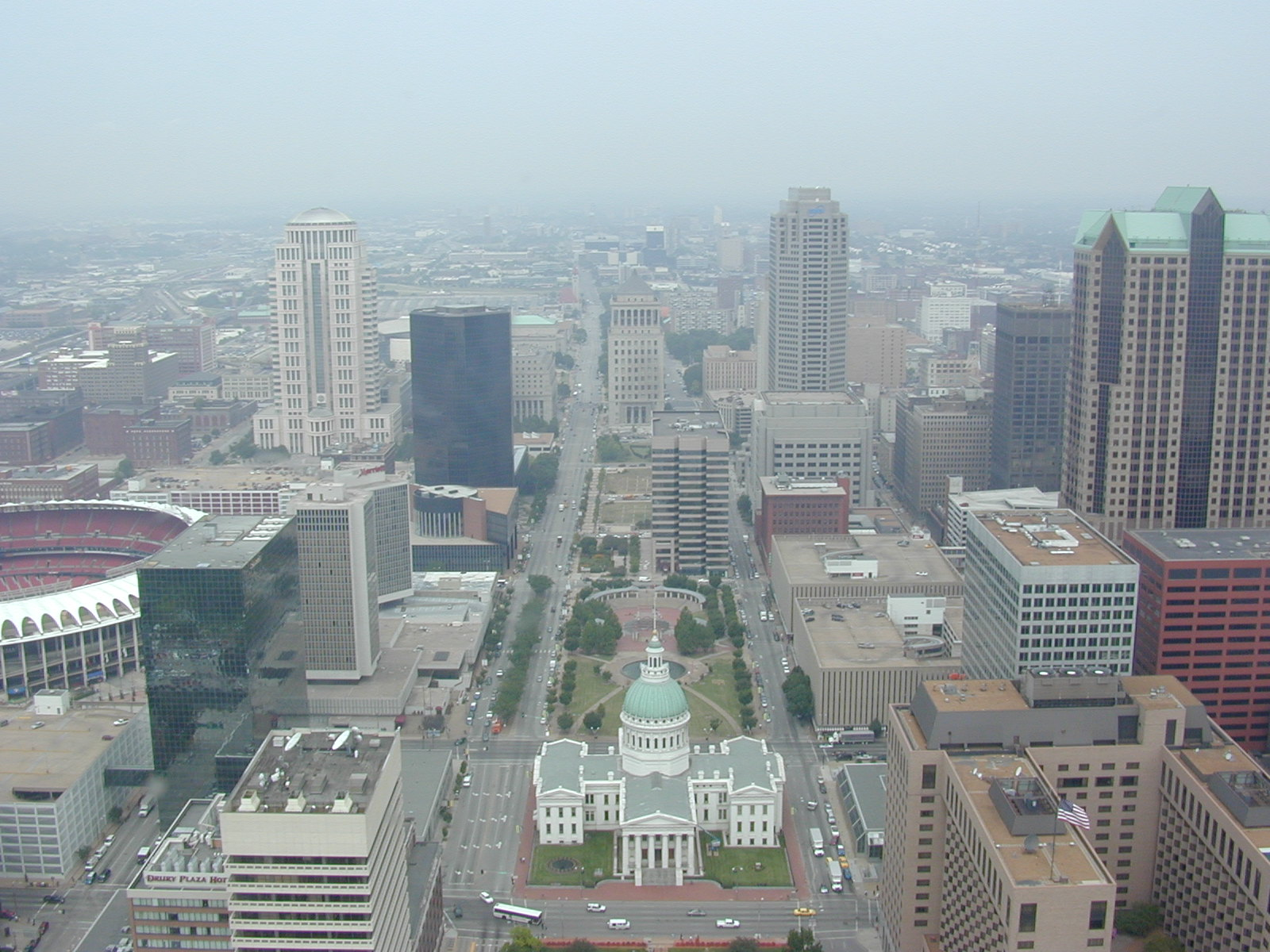
Saint-Louis.
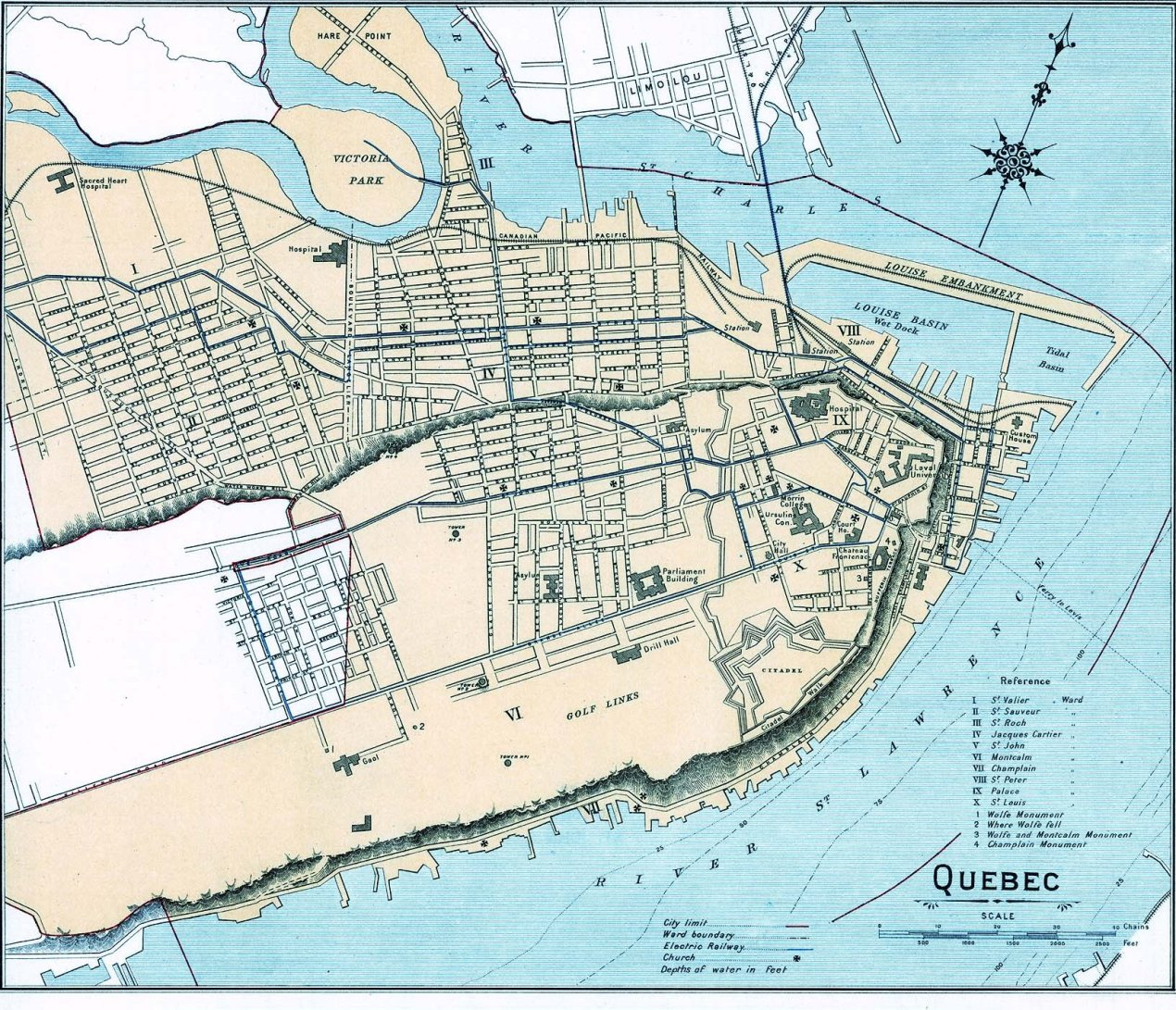
Plan de Québec en 1906.
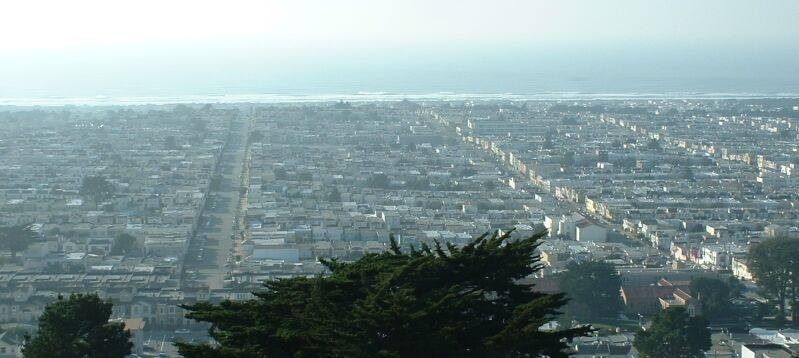
San Francisco.
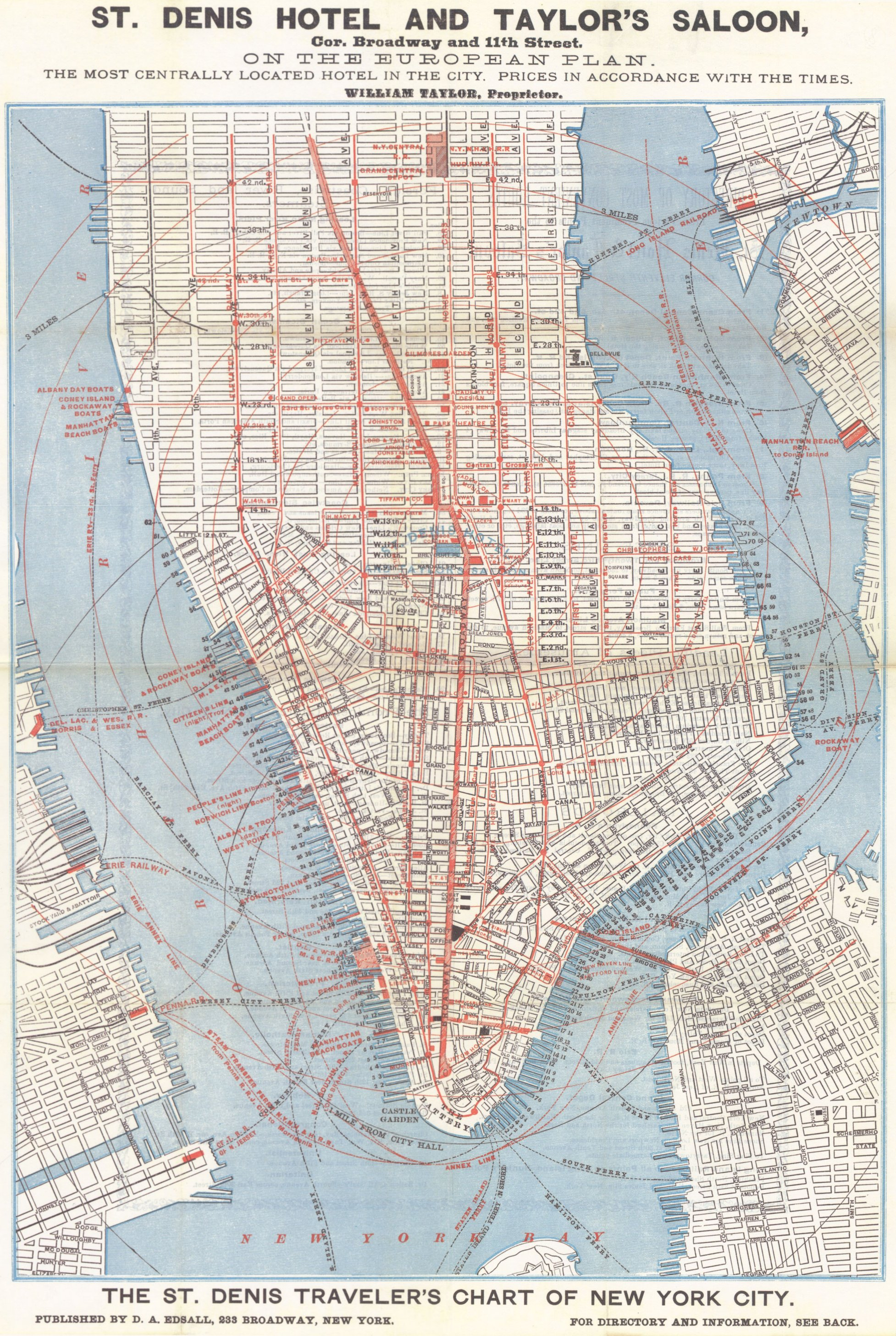
Plan de Manhattan en 1879.
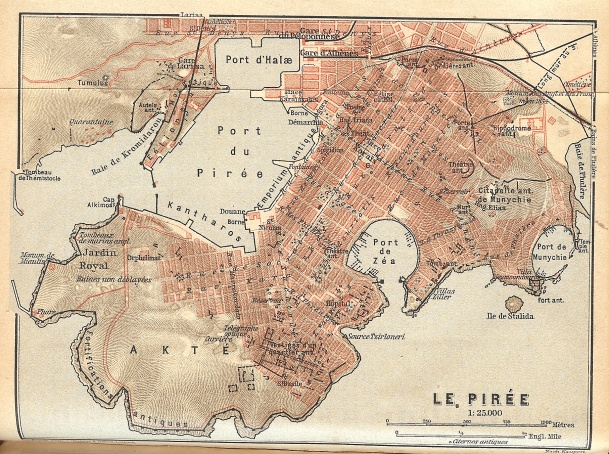
Plan du Pirée en 1908.
Plan de Memphis en 1870.
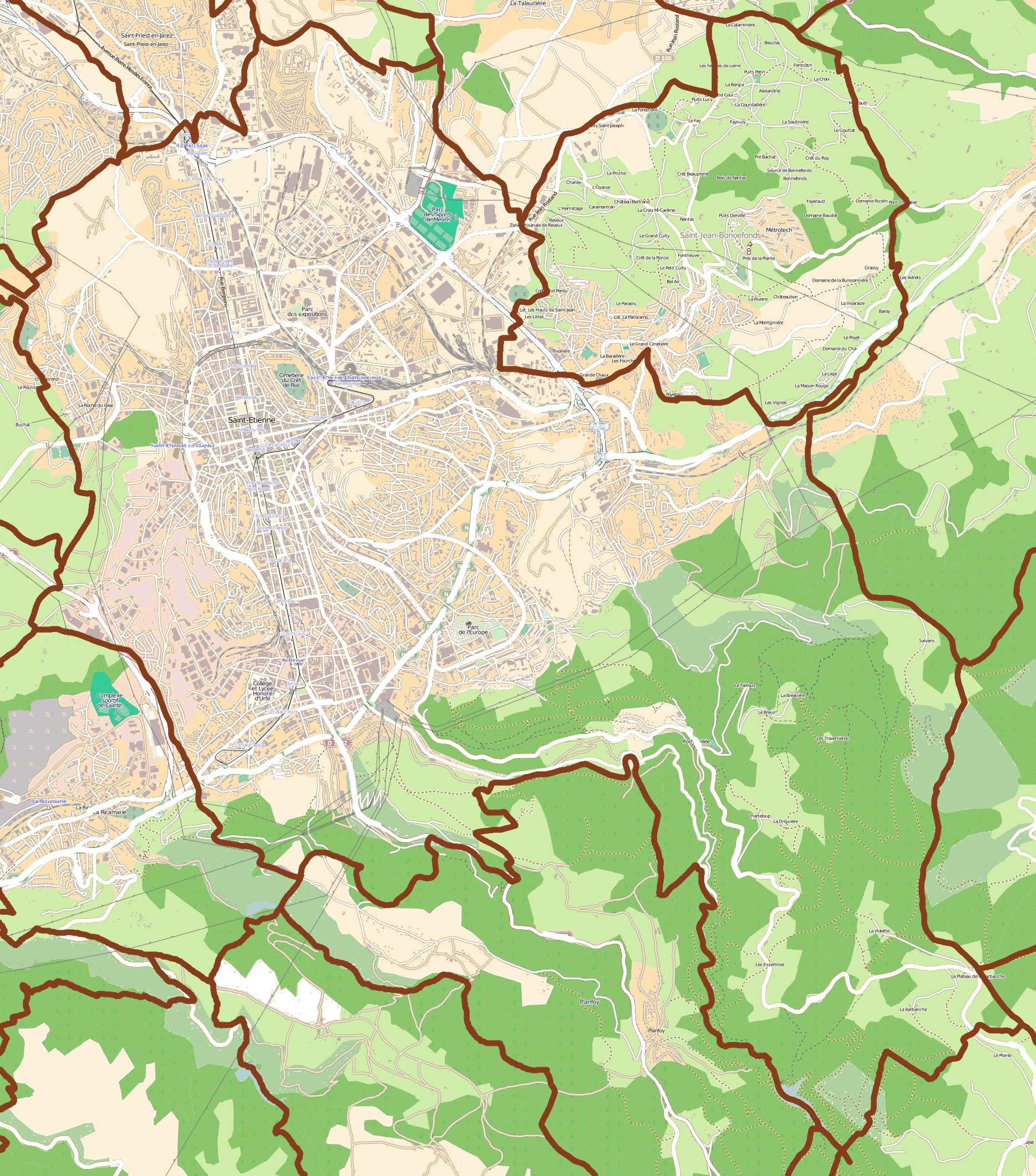
Plan de Saint-Étienne et de son centre organisé selon un quadrillage autour de la Grand'Rue.